# Dornachi csata
Az 1499. július 22-i dornachi (vagy dornecki) csata volt az utolsó ütközet a Svájci Konföderáció és a Sváb Liga között. A svájci csapatok legyőzték a Sváb Liga Fürstenbergi Henrik által vezetett csapatait, akiket pedig Habsburg Miksa csapatai is támogattak. Fürstenberg grófja elesett a csatában. A csata nyomán 1499. szeptember 12-én megkötött bázeli béke elismerte a svájci államszövetség tényleges függetlenségét, amely ugyanakkor hivatalosan továbbra is a Német-római Császárság része maradt.

## Előzmények
A Gróf Heinrich von Fürstenberg által vezetett Sváb Liga csapatai a sváb háború részeként vonultak Sundgautól a dornachi vár ellen. Ez volt első vár a szövetségi területeken. Védőinek élén Benedikt Hugi kapitány állt. Július 19-én elérték Birstal vidékét és elkezdték az infrastrukturális pontok elfoglalását, mint a dornachbruggi Birsbrückét, illetve átlépték Bruderholz határát.
Ezalatt a konföderációs erők a dornachi várba vonultak, és felkészültek a közeledő ostromra. Július 21-én este már az egész sváb hadsereg Birseckben állomásozott. A legtöbb csapat Dornachnál és Arlesheimnél táborozott, csak a Welsche Garde maradt a Birs folyó túloldalán, Reinachban. Dornach és Arlesheim között sok ágyút hoztak, amelyeket sötétedéskor szállítottak a vár alá.
Benedikt Hugi észrevette ezt, és egy hírnököt küldött a várfalhoz. Ő átcsúszott a sváb őrök között, észrevétlenül eljutott Gempentől Liestalig, ahol találkozott a svájci szövetség csapataival. Indulásra kérte őket, nehogy a vár az ellenség kezébe kerüljön. Végül Bázel tilalmának ellenére – a város ekkor már nem volt része a konföderációnak – a helyi egységek (az oberbaselbieteri területekről) a Liestalnál állomásozó szövetségesek megerősítése mellett döntöttek.

## A csata
Július 22-én reggel a svábföldiek megkezdték a vár bombázását egyetlen ágyúval. A sereg zöme még a táborban tartózkodott.
A Gempenstollen felől érkező berni és solothurni seregek jól belátták az egész sváb tábort. A támadáshoz gyengék voltak, így erősítésre vártak. Amíg a Zürich kantoniak és Bern kantoni főerők megérkeztek, addig a környéket jól ismerő helyi solothurniak a bozótokon keresztül vezették támadásba a konföderációsokat. A meglepetés erejét kihasználva sikerült megsemmisítő vereséget mérniük az ostromlókra. Ekkor esett el az egyik legnagyobb sváb hadvezér, Heinrich von Fürstenberg gróf.
Az ostromlók feletti gyors győzelem lehetőséget adott a konföderációs előőrsöknek, hogy a vártól messzebb is előrehatoljanak. Ez a művelet majdnem a vesztüket okozta, mert az olasz ajkú területekről toborzott „Welsche Garde” beavatkozott a csatába. A csata órákon át tartott, még végül a szövetségeseknek a dornachi várig kellett hátrálniuk. De 19 órakor megérkezett Gempen felől 1000 Luzern és Zug kantoni, akik csatlakoztak az ütközethez, így a sváb hadnak kellett visszavonulnia.
A szövetségesek kifosztották a táborhelyet, sok ágyút, a hadipénztárat és számos zászlót zsákmányoltak. Sok nemesúr esett el a csatában. Családjuk hiába próbálta holttesteik felkutatását és Bázelbe szállítását. A bázeli szerzetesek, akiket a szövetséges táborba küldtek hírnökként, ezt a választ hozták: „Az uraknak a parasztokkal kell maradniuk!”
Délnyugat-Németországban és Elzászban a dornachi vereség híre futótűzként terjedt. I. Miksa német-római császár a hírről Überlingenben értesült.

## A csata után
A helyi lakosság a csőd szélén állt. A házakat kifosztották és leégették, az aratásnak vége volt vagy elpusztították a termést.
2008-ban Christine Cooper antropológus 105 koponyát és 33 combcsontot vizsgált meg, amiket a csatamezőn találtak. A laboratóriumi vizsgálatai szerint több ezer halott maradt a csatamezőn legalább néhány évig; a csontok elmállottak, illetve állatharapások nyoma fedezhető fel rajtuk. Cooper szerint csak a szövetséges elesetteket és néhány ellenséges halottat temettek el rendesen. Ez feltehetően a logisztikai csapatoknak tulajdonítható, ugyanis nehéz volt több ezer halottat ilyen rövid idő alatt elásni.
Az áldozatok számához valószínűleg a sok sérült is hozzájárult (akik már harcképtelenek voltak). Ez a kijelentés megerősíti azokat az írásos forrásokat, amelyek a csatáról számolnak be. A foglyokkal nem tettek semmit, a sebészeti ellátás nem volt lehetséges. A koponyák legtöbbjén felmutatható 4 sérülés, ami többségében kard vagy alabárd általi ütés következménye. A csonkítás lehetséges nyomai is fellelhetők a szemeken, az orron és a füleken.

## Békekötés
Szeptember 22-én kötötték meg a bázeli békét, amellyel lezárták a sváb háborút.

## Emlékművek

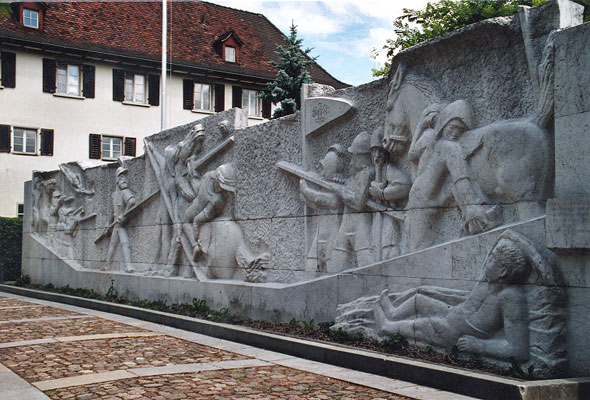
A sváb háború emlékműve Dornachban

- Dornachban az egykori kolostornál áll egy dombormű, továbbá egy közeli csontházban található az elesettek néhány csontja.
- Egy régi templomban lóg egy tábla a következő felirattal: „Itt nyugszanak az 1499. július 22-i csata ellenséges vezérei, Heinrich von Fürstenberg gróf, udvari marsall, Mathias von Castelwart báró, Bitsch & Lichtenberg ura” (eredeti német nyelven: „Hier ruhen die feindlichen Anführer der Schlacht vom 22. Juli 1499, Hofmarschall Graf Heinrich von Fürstenberg, Freiherr Mathias von Castelwart, Herr zu Bitsch & zu Lichtenberg”)
- Gempenben a falun kívül áll egy emlékmű, „Az 1499-es dornachi csata győzteseinek” felirattal. Az emlékművet 1854-ben állították.

## Fordítás
- Ez a szócikk részben vagy egészben  a   Bataille de Dornach (1499) című francia Wikipédia-szócikk fordításán alapul.  Az eredeti cikk szerkesztőit annak laptörténete sorolja fel. Ez a jelzés csupán a megfogalmazás eredetét és a szerzői jogokat jelzi, nem szolgál a cikkben szereplő információk forrásmegjelöléseként.
- Ez a szócikk részben vagy egészben  a   Schlacht bei Dornach című német Wikipédia-szócikk fordításán alapul.  Az eredeti cikk szerkesztőit annak laptörténete sorolja fel. Ez a jelzés csupán a megfogalmazás eredetét és a szerzői jogokat jelzi, nem szolgál a cikkben szereplő információk forrásmegjelöléseként.